# كارولين ميرفي
كارولين ميرفي (بالإنجليزية: Carolyn Murphy)‏ هي عارضة أمريكية، ولدت في 11 أغسطس 1973 في بنما سيتي في الولايات المتحدة.

## وصلات خارجية
- كارولين ميرفي على موقع IMDb (الإنجليزية)
- كارولين ميرفي على موقع أول موفي (الإنجليزية)
- كارولين ميرفي على موقع إن إن دي بي (الإنجليزية)
- كارولين ميرفي على موقع قاعدة بيانات الفيلم (الإنجليزية)
- كارولين ميرفي على موقع كينوبويسك (الروسية)
- كارولين ميرفي على موقع دليل عارضات الأزياء (الإنجليزية)